# Милутин Васовић
Милутин Васовић Васке (Београд, 16. фебруар 1942 — Београд, 4. април 1998) био је југословенски и српски гитариста и један од оснивача групе Седморица младих.

## Биографија
Рођен је 1942. године у Београду. Похађао је Четврту београдску гимназију заједно са Небојшом Данчевићем и Љубишом Стошићем, са којим је ишао и у основну школу, а касније су формирали бенд Седморица младих 29. септембра 1959. године. У првој постави бенда били су и Бранислав Тодоровић као бубњар, Зоран Зарије Раковић као трубач, Владислав Василић на кларинету и Љубиша Милић који је свирао тромбон.
Бенд Седморица младих последњи наступ као ансамбл имао је 1991. године. Тада је Васовић као и остали чланови бенда добио звање истакнутог уметника Југославије, а бенд је ушао у Гинисову књигу рекорда, као састав који је пуне 33 године непрекидно свирао заједно.
 Учествовао је у готово свим пројектима ансамбла Седморице младих, а 1996. године издао је соло албум Весела туга, који је објављен под издавачком кућом ПГП РТС-а. Заједно са осталим члановима бенда Седморица младих, осамдесетих година учествовао је у емисији Циркус седам младих.
За распад ансамбла коме је посветио цео живот, Милутин Васовић кривио је распад Југославије и друштвене промене које су како је сматрао довеле до поплаве шунда. Неколико година касније придружио се Мирку Шоуцу и бенду "Laddz be Good" са којим је у другој половини деведесетих година наступао у земунском ресторану "Река", који је захваљујући њиховом ангажману постао једно од најпосећенијих места у Београду.
Преминуо је 4. априла 1998. године, а сахрањен је 7. априла 1998. године на Новом гробљу у Београду. Од колеге и пријатеља опростили су се чланови групе Седморица младих, Васил Хаџиманов, Миша Марковић, Маја Оџаклијевска, Ђорђе Марјановић, Јован Ристић и многи други.

## Дискографија

### Албуми
- Седам младих (1977) (РТВ Љубљана)
- Седам плус седам младих (1979) (ПГП РТБ)
- Седам плус седам — Деци (1980) (ПГП РТБ)
- Још не свиће рујна зора (1985) (ПГП РТБ)
- Штрумпфовизија (1985) (ПГП РТБ)
- Весела туга (1996) (ПГП РТБ)

### ЕП и синглови
- When The Saints Go Marchin' In (1962) (Југотон)
- Живан Милић и Ансамбл 7 младих - Катерина (1962) (ПГП РТБ)
- Ансамбл "Седа Младих"*, Н. Спирова*, Н. Кнежевич* - Крыши/Рассказ О Потерянной Любви  (1963) (ВСР)
- Когда Я Пошел На Бембашу / Черные Глаза У Тебя, Девушка (1963) (АЗ)
- Honeysuckle Rose (1964) (Југотон)
- Huanita Banana  (1966) (Југотон)
- Some other guy (1967) (Југотон)
- Фа-фа-фа (1968) (Југотон)
- Стаде се цвеће росом китити (1969) (Југотон)
- Looky Looky/Marija  (1970) (Југотон)
- Код куће је, људи, најбоље (1970) (Југотон)
- Жута река/За шаку долара (1971) (ПГП РТБ)
- Па после кажу цига луд (1972) (ПГП РТБ)
- Кофа је бушна (1972) (ПГП РТБ)
- Дедушка И Репка/Как Капелька/Если Бы Ты Был Богатым/Когда Тебя Нет  (1973) (Мелодија)
- Сачмова успаванка (1974) (ПГП РТБ)
- Миловане (1975) (Дискос)
- Соловьи Поют, Заливаются/Березка/Кто Ждет, Тот Дождется/Песня У Винограда (1976) (Мелодија)
- У нашем сокаку/Телефон (1976) (Југотон)
- Отац и син (Амиџа) (1977) (РТВ Љубљана)
- Мини штрумпфијада (1984) (ПГП РТБ)

### Компилације и остало
- Седморо младих (1976) (Мелодија)
- 40 златних година 1959-1999 (2001) (Мелодија)
- Седморо младих (Мелодија)
- Соловьи Поют, Заливаются (1976) (ВТО)
- Хуанита банана (Југотон)

### Фестивали
- 1960. Блед - Први југословенски џез фестивал
- 1969. Сплит - Монфрина
- 1969. Сплит - Наш дом

## Филмографија
Током своје музичке каријере, Васовић је наступао у филмовима, телевизијским серијама и у емисијама као музичар и комичар, углавном заједно са члановима Седморице младих.
| Год.       | Назив                    | Улога |
| ---------- | ------------------------ | ----- |
| 1960-е     |                          |       |
| 1962.      | Шеки снима, пази се      |       |
| 1963.      | Звуци уз обалу           |       |
| 1964.      | Шест свечаних позивница  |       |
| 1970-е     |                          |       |
| 1970.      | Седморица младих         | Васке |
| 1972.      | Како                     |       |
| 1972.      | Образ уз образ           | Васке |
| 1976—1977. | Част ми је позвати вас   | Васке |
| 1978.      | Најлепше године          |       |
| 1978—1980. | Седам плус седам         | Васке |
| 1980-е     |                          |       |
| 1980.      | Полетарац                | Васке |
| 2000-е     |                          |       |
| 2003.      | Улицом 7 младих — I део  | Васке |
| 2003.      | Улицом 7 младих — II део | Васке |